# Diplopie
Diplopie, běžně známá jako dvojité vidění, je simultánní vnímání dvou obrazů jednoho objektu. Tyto obrazy mohou být posunuty horizontálně, vertikálně nebo diagonálně ve vztahu k sobě navzájem. Rozlišuje se diplopie monokulární a bikulární. První zmíněná představuje dvojité vidění pouze jedním okem, druhá pak oběma očima. Diplopie může být i dočasná, například v důsledku intoxikace alkoholem či zraněním hlavy (např. otřes mozku).
Mezi nemoci způsobující dvojité vidění patří například myasthenia gravis či roztroušená skleróza.